# Robin Sarstedt
Clive Robin Sarstedt (Delhi, 21 januari 1944 – 22 januari 2022) was een Britse zanger.

## Jeugd
Robin Sarstedt werd met zijn broers Peter en Richard geboren als zoon van Britse koloniale ambtenaren in de toenmalige Britse kolonie Brits-Indië. In 1954 verhuisde hij met zijn vader, moeder en zijn twee broers naar het Verenigd Koninkrijk. Nog voor hun aankomst overleed hun vader.

## Carrière
Begin jaren 1960 groeide hij aan de zijde van zijn broer Richard, die bekend werd onder de naam Eden Kane, uit tot een tieneridool. Later begon hij een solocarrière. Sarstedt trad vooreerst op onder de naam Wes Sands en later als Clive Sands. Als Robin Sarstedt had hij uiteindelijk met een coverversie (Hoagy Carmichael 1951) van My Resistance is Low (1976) een hit. Ook met Let's fall in love had hij een bescheiden hit. Bovendien schreef hij mee aan songs voor zijn broer Peter. 

## Overlijden
Robin Sarstedt overleed in januari 2022 op 78-jarige leeftijd.
- International Standard Name Identifier: 0000 0000 3479 3361
- Library of Congress Control Number: n96002942
- MusicBrainz: a56157c5-bb0d-4f04-b225-3cddf65a188c
- Virtual International Authority File: 9104531
- WorldCat: E39PBJvXgmTyWH7FqXwdcR48YP